# Neoduma plagosus
Neoduma plagosus là một loài bướm đêm thuộc phân họ Arctiinae, họ Erebidae.